# سلبوغة بشوانية
سلبوغة بشوانية (الاسم العلمي: Solpuga bechuanica) هي نوع من العنكبوتيات يتبع جنس السلبوغة من الفصيلة السلبوغية.